# Liparis scleriifolia
Liparis scleriifolia är en orkidéart som beskrevs av Rudolf Schlechter. Liparis scleriifolia ingår i släktet gulyxnen, och familjen orkidéer. Inga underarter finns listade i Catalogue of Life.